# Кальченко Альвіна Георгіївна
Альвіна Георгіївна Кальченко (21 липня 1936, Батумі — 9 жовтня 2024, Київ) — українська артистка балету, балетмейстерка. Заслужена артистка УРСР (1971). Співзасновниця Київської муніципальної української академії танцю імені Сержа Лифаря.
Майже 20 років — провідна солістка Київського академічного театру опери та балету (1957—1976), ще майже 30 років — балетмейстер-репетитор цього ж театру (1979—1986; 1988—2008). Виконавиця понад 10 сольних партій світового балетного репертуару, зокрема Сванільди в «Коппелії» Лео Деліба, Мірти в «Жізелі» Адольфа Адама, Донни Анни в «Камінному господарі» Віталія Губаренка.

## Життєпис
Народилась 21 липня 1936 року в Батумі, Грузинська РСР. Дитинство та юність провела в Ризі, де у 1956 році закінчила хореографічне училище.
Після закінчення училища була прийнята до трупи Державного театру опери та балету Латвійської РСР. Під час гастролей у Києві у 1957 році перейшла до трупи Київського академічного театру опери та балету (КАТОБ).
Майже 20 років залишалась провідною солісткою театру. У 1976 році завершила сценічну кар'єру та перейшла до педагогіки, протягом 4 років викладаючи у Київському державному хореографічному училищі (КДХУ; 1975—1979). З 1979 року — балетмейстер-репетитор КАТОБ. У 1981—1988 роках також викладала у КДХУ.

Могила Альвіни Кальченко та її родини, Байкове кладовище

У 1993 році заснувала дитячий танцювальний ансамбль «Classic», два роки потому реорганізований у міжнародний центр розвитку хореографічного мистецтва «Українська академія балету», який Кальченко очолювала майже до кінця життя. З 1995 року також брала участь у заснуванні Київської муніципальної української академії танцю імені Сержа Лифаря. У 2001 році закінчила Київський факультет хореографії Міжнародного слов'янського університету. У 2002, 2007 та 2011 роках організувала проведення Міжнародного конкурсу-фестивалю «Танець без кордонів».
Мешкала у Києві, на вулиці Терещенківській. Померла на 89-му році життя 9 жовтня 2024 року. Похована разом із родиною на Байковому кладовищі (ділянка № 49а, 50°25′0.05″ пн. ш. 30°30′7.15″ сх. д. / 50.4166806° пн. ш. 30.5019861° сх. д.).

### Родина
- Чоловік — економіст, доктор економічних наук Володимир Кальченко (1930—2005).
  - Свекор — державний діяч, Герой Соціалістичної Праці Никифор Кальченко (1906—1989).
- Донька — артистка балету, педагог-хореограф Ірина Кальченко (1962—2007)[3].

## Творча та педагогічна діяльність
Виконуючи провідні балетні партії, Альвіна Кальченко надавала своєму танцювальному стилю «академізм, інтелігентність, особливу емоційну наснаженість», як відзначала кандидат мистецтвознавства Єва Коваленко. Театрознавець Василь Туркевич вважав, що танець артистки «підкоряв драматичною насиченістю й водночас легкістю, романтичною піднесеністю».
Як педагог, працювала спочатку в найскладніших середніх класах. Учениця Альвіни Кальченко Єва Коваленко згадувала:
|  | Альвіна Георгіївна надавала великого значення роботі стопи: вона сама мала унікальний підйом і завжди його демонструвала, коли показувала комбінації, у танці не терпіла жодної спрощеності, дешевих ефектів, підказувала своїм ученицям нюанси виконання, напівтони, доступні тільки для високого професіоналізму. |

Постійно самовдосконалювала педагогічні методики, відвідувала заняття артистки балету Варвари Мей. Серед учениць Альвіни Кальченко — народні та заслужені артистки України Тетяна Білецька, Олена Філіп'єва, Тетяна Андреєва, Наталія Іванова, Ольга Кіф'як, хореографка Кристина Шишкарьова.
Після розпаду СРСР проводила майстер-класи у США, Японії, Франції, Іспанії тощо.  Заснувавши та очоливши «Українську академію балету», запропонувала особливу педагогічну методику, яка, за словами балетмейстерки Ольги Білаш, полягала в тому, що, «окрім класичного екзерсису, діти опановували сучасний сценічний рух у стилі модерн, елементи гімнастики та аеробіки, історико-побутовий танець і навіть індійську класичну хореографію».

## Партії
- Сванільда — «Коппелія» Лео Деліба;
- Мірта — «Жізель» Адольфа Адама;
- Донна Анна — «Камінний господар» Віталія Губаренка;
- Мехмене Бану — «Легенда про любов» Аріфа Мелікова;
- Зарема — «Бахчисарайський фонтан» Бориса Асаф'єва;
- Русалка водяна — «Лісова пісня» Михайла Скорульського;
- Анель — «Блакитний Дунай» Йоганна Штрауса;
- Піккілія, Вулична танцівниця — «Дон Кіхот» Людвіга Мінкуса;
- Доля — «Кармен-сюїта» Жоржа Бізе;
- Фея Драже — «Лускунчик» Петра Чайковського[1]